# Bhiwani
Bhiwani là một thành phố và là nơi đặt hội đồng đô thị (municipal council) của quận Bhiwani thuộc bang Haryana, Ấn Độ.

## Địa lý
Bhiwani có vị trí 28°47′B 76°08′Đ / 28,78°B 76,13°Đ Nó có độ cao trung bình là 225 mét (738 foot).

## Nhân khẩu
Theo điều tra dân số năm 2001 của Ấn Độ, Bhiwani có dân số 169.424 người. Phái nam chiếm 54% tổng số dân và phái nữ chiếm 46%. Bhiwani có tỷ lệ 69% biết đọc biết viết, cao hơn tỷ lệ trung bình toàn quốc là 59,5%: tỷ lệ cho phái nam là 76%, và tỷ lệ cho phái nữ là 62%. Tại Bhiwani, 13% dân số nhỏ hơn 6 tuổi.